# Melua
Melua ou Meluca (em sumério: 𒈨𒈛𒄩𒆠; romaniz.: Me-luh-haKI) é o nome sumério de um proeminente parceiro comercial da Suméria durante a Idade do Bronze. Sua identificação permanece uma questão em aberto, mas a maioria dos estudiosos associa o termo à Civilização do Vale do Indo.

## Etimologia
Asko Parpola identifica os proto-dravidianos com a Civilização do Vale do Indo (CVI) e o povo Melua mencionado nos registros sumérios. Segundo ele, a palavra "Meluhha" deriva das palavras dravidianas mel-akam ("país das terras altas"). É possível que o povo da CVI tenha exportado óleo de gergelim para a Mesopotâmia, onde era conhecido como ilu em sumério e elu em acádio. Uma teoria é que essas palavras derivam do nome dravidiano de gergelim (el ou elu). No entanto, Michael Witzel, que associa a CVI aos ancestrais dos falantes das línguas mundas, sugere uma etimologia alternativa da palavra munda para gergelim selvagem: jar-tila. Munda é uma língua austro-asiática e forma um substrato (incluindo palavras emprestadas) nas línguas dravídicas.
Asko Parpola relaciona Melua com Mleccha que eram consideradas tribos "bárbaras" não-védicas no sânscrito védico.

## Colônia comercial Melua na Suméria
No final do período sumério, há inúmeras menções em inscrições de um assentamento Melua no sul da Suméria, perto da cidade-estado de Guirsu. A maioria das referências parece datar do Império Acádio e especialmente do período da Terceira dinastia de Ur. A localização do assentamento foi provisoriamente identificada com a cidade de Guaba. As referências a "grandes barcos" na Guaba sugerem que ela pode ter funcionado como uma colônia comercial que inicialmente teve contato direto com Melua.

Parece que o comércio direto com Melua diminuiu durante o período de Ur III e foi substituído pelo comércio com Dilmum, possivelmente correspondendo ao fim dos sistemas urbanos no vale do Indo naquela época.

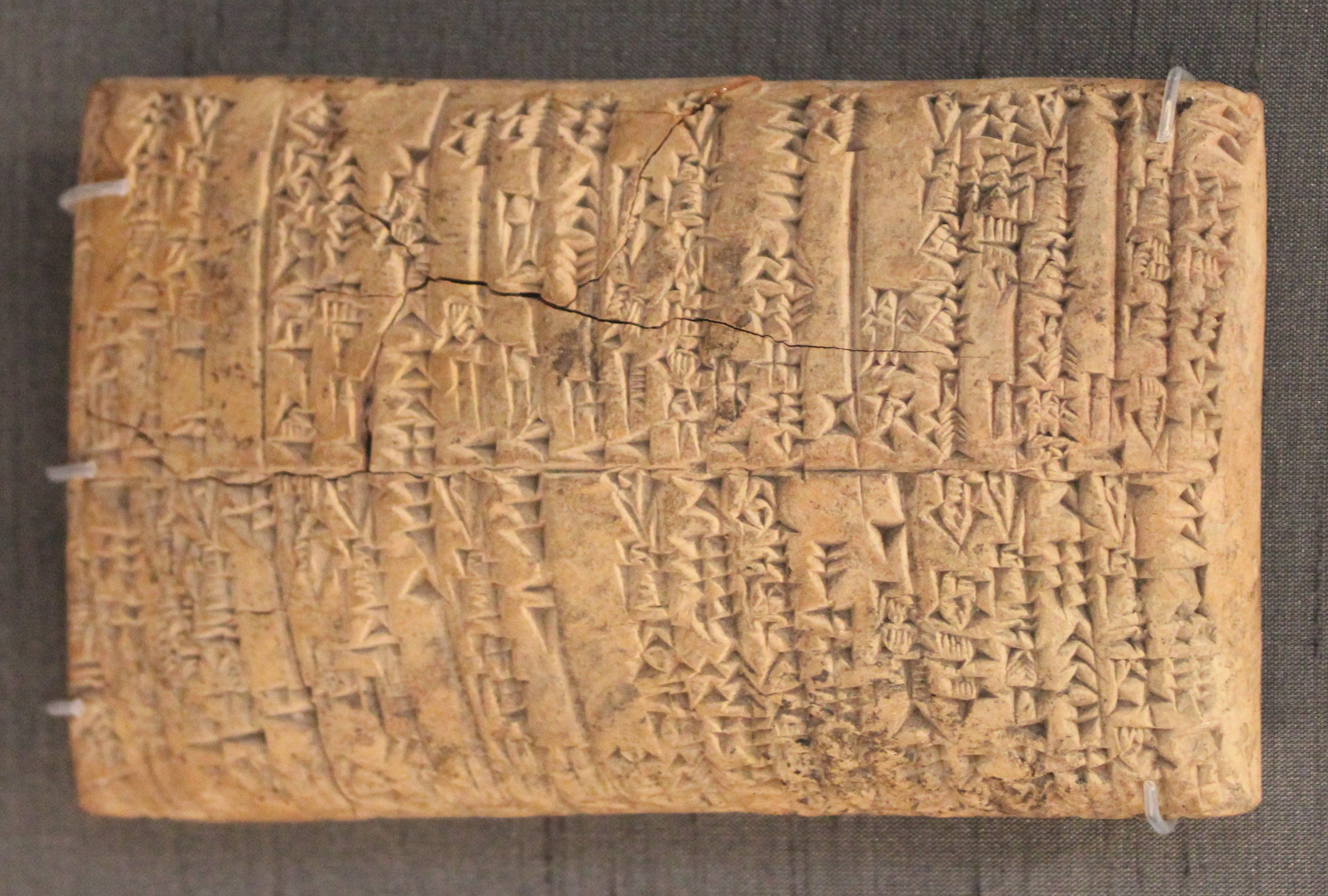
Uma tabuinha do período de Sulgi, mencionando a aldeia "Melua" na Suméria.[8] Museu Britânico, BM 17751. "Meluhha" (𒈨𒈛𒄩𒆠) realmente aparece no início do outro lado (coluna II, 1) na frase "O celeiro da aldeia de Melua".
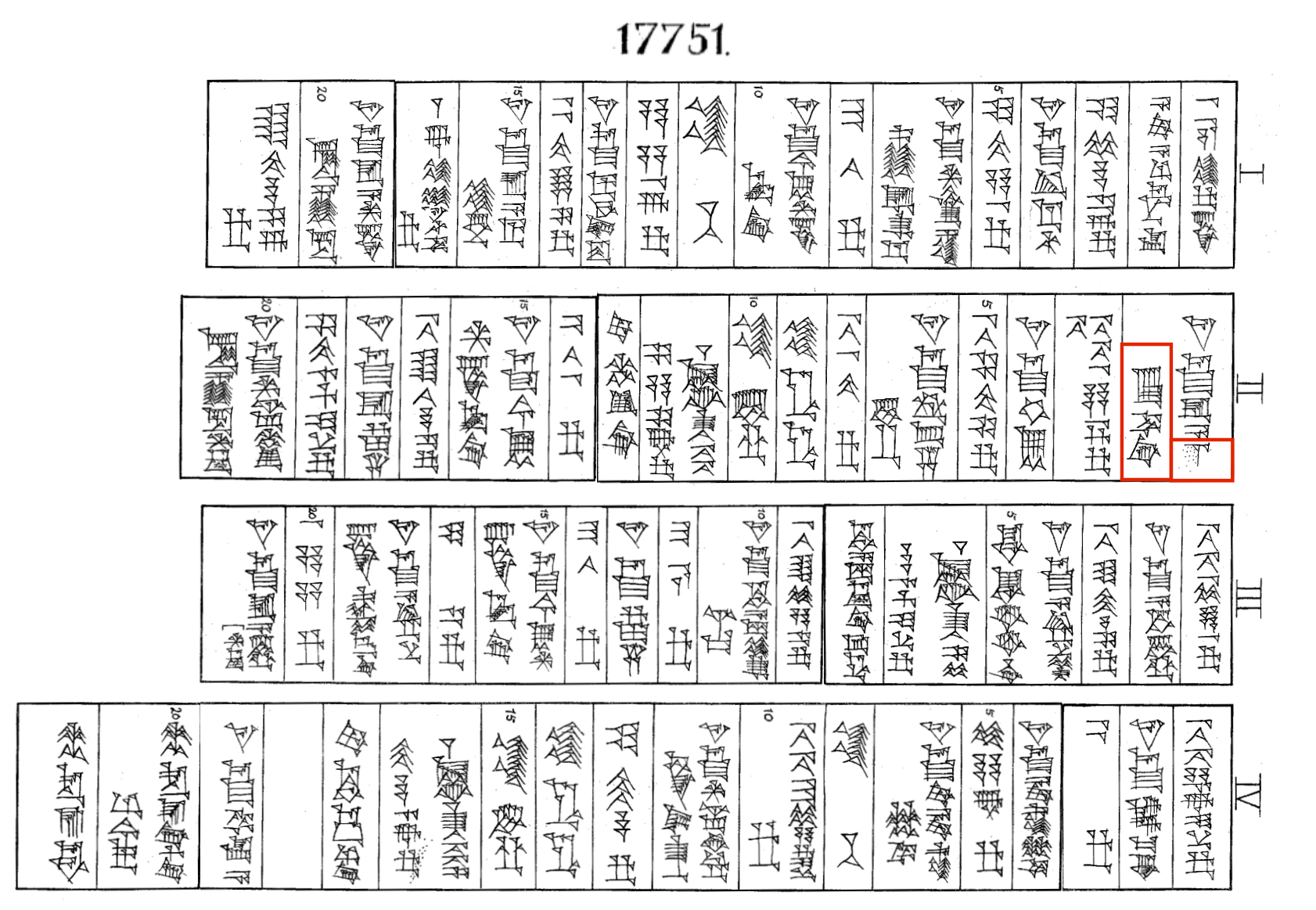
Transcrição do comprimido BM 17751, com a palavra "Melua" (𒈨𒈛𒄩𒆠 ). A coluna II continua a coluna I no reverso.

## Conflito com os acádios e neo-sumérios

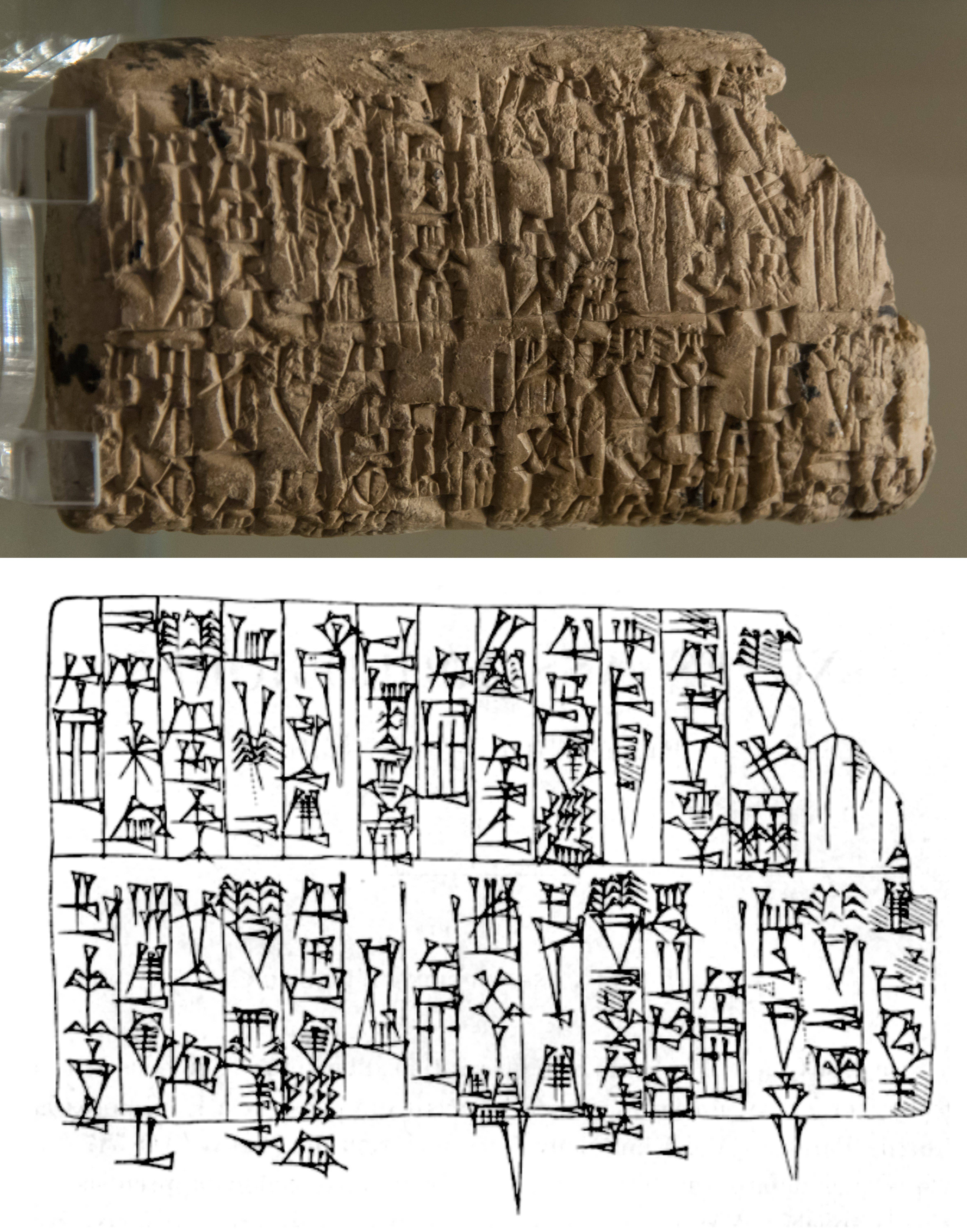
Relato das vitórias de Rimus, governante do Império Acádio, sobre Abalgamas, rei de Marasi. Em suas inscrições, Rimus mencionou que o exército liderado por Abalgamas incluía tropas de Melua. Museu do Louvre AO5476.

De acordo com alguns relatos do governante do Império Acádio, Rimus, ele lutou contra as tropas de Melua, na área de Elão:
| “                    | "Rimus, o rei do mundo, na batalha por Abalgamas, rei de Parásum, foi vitorioso. E Zaara e Elão e Gupim e Melua dentro de Parásum se reuniram para a batalha, mas ele (Rimus) foi vitorioso e abateu 16.212 homens e levou 4.216 cativos. Além disso, ele capturou Emasini, rei de Elão, e todos os nobres de Elão. Além disso, ele capturou Sidagau, o general de Parasum, e Sargapi, general de Zaara, entre as cidades de Avã e Susã, junto ao "Rio Médio". Além de um túmulo no local da cidade, ele amontoou sobre eles. Além disso, as fundações de Parásum do país de Elão ele arrancou, e assim Rimus, rei do mundo, governa Elão, (as) o deus Enlil havia mostrado ..." | ” |
| — Inscrição de Rimus | |   |

Gudea também, em uma de suas inscrições, mencionou sua vitória sobre os territórios de Magã, Melua, Elão e Amurru.